# 潘泰諾華星
潘泰諾華星製造有限公司，在1962年由Somsuk和Suree Wattanaporn於泰國曼谷市（總部）成立。
主要生產、設計和銷售各類調味料產品，包括辣椒醬、蠔油、頭抽、咖哩醬、泰式醬汁等，主要銷售各國國家地區，包括香港、台灣、歐美等國家，工廠則位於沙目沙空。

## 外部連結
- Pantainorasingh.com （页面存档备份，存于）
- Facebook.com/pantainorasingh （页面存档备份，存于）